# Ulan Primov
Ulan Berdibayevich Primov (russe : Улан Бердибаевич Примов Oulan Berdibaïevitch Primov, né le 7 décembre 1978 à Och dans la RSS du Kirghizistan) est un homme politique kirghize. Il est depuis 2015 député du Conseil suprême.

## Biographie

### Jeunesse et carrière avant la politique
Ulan Primov nait le 7 décembre 1978 à Och, il est le fils de Berdibay Primov, qui deviendra plus tard l'un des hommes les plus riches du pays à travers la compagnie d'exportation Sinzhi-Pirim. Il est formé en économie à l'université technologique d'Och puis en jurisprudence à l'université d'État d'Och. Il fait par la suite carrière dans l'industrie du tabac avant de formé la compagnie Periti-Koal. Après son départ de la compagnie en 2014, cette dernière passe au nom de son père.

### Carrière politique
Primov est élu au conseil de ville d'Och en 2007 et il en prend la tête le 8 janvier 2014. Il est alors élu sous la bannière de Respoublika. Il garde se poste jusqu'à son entrée au parlement fédérale à la suite des élections législatives de 2015, cette fois sous la bannière du PSDK,. Lors de sa campagne de réélection en 2021, il fait campagne dans une des circonscriptions nouvellement créée. Dans cette circonscription, Alay, il fait face au journaliste Dayyrbek Orunbekov, un supporteur de Raïymbek Matraimov. Il remporte finalement l'affrontement. Bien qu'il ait été élu comme indépendant, il rejoint, avec 17 autres élus de circonscriptions, la faction Ata-jourt Kyrgyzstan à la formation du nouveau parlement. Le 12 janvier 2022, il est élu comme l'un des quatre vice-président du Conseil suprême avec Jamilya Isayeva et Nurbek Sydygaliyev. Il défait alors la candidature de Nurlan Azygaliyev. Il quitte le poste le 12 octobre 2022. Il est remplacé à ce poste par Nurlan Azygaliev.

## Vie personnelle
Primov est marrié et à quatre enfants. Son père, Berdibay Primov, et sa sœur, Klara Primova, sont des personnalités importantes du monde des affaires au Kirghizistan. Il engage dans la philanthropie à travers son fonds public « Primov ».